# روی دست بردن

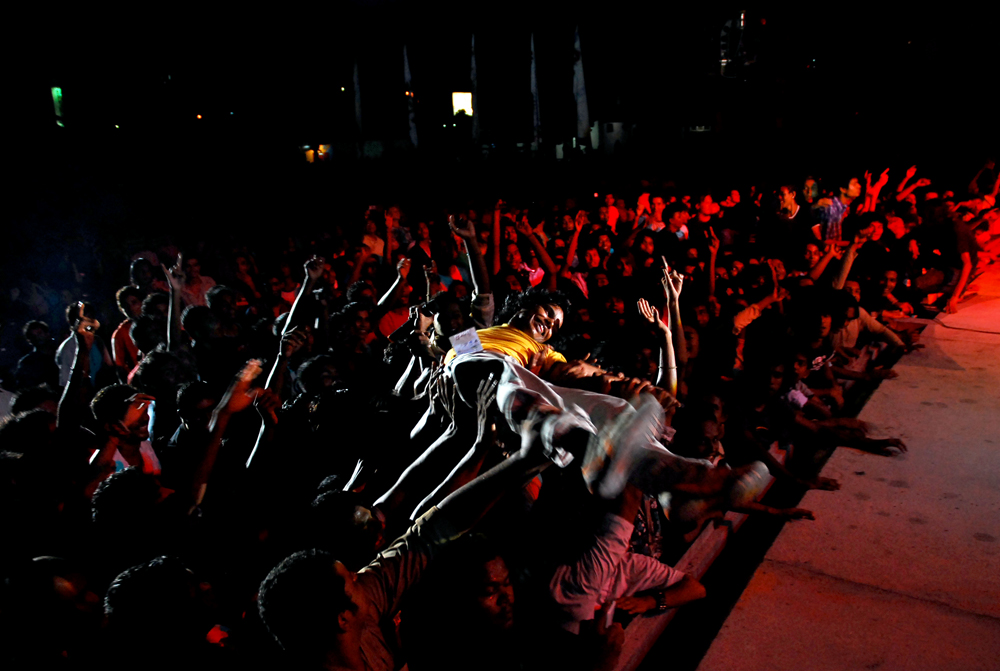
روی دست بردن یک خواننده در کارناوال الماس، مالدیو. می ۲۰۰۷

روی دست بردن (به انگلیسی: Crowd surfing) یا موج‌سواری بر جمعیت به حالتی گفته می‌شود که در آن یک نفر روی دست‌های گروهی از افراد (اغلب در یک کنسرت) دست به دست می‌شود و از جایی به جای دیگر منتقل می‌شود. این کار جمعی در کنسرت‌های هوی متال ، پانک راک، راک اند رول و... رایج است.
موج‌سواری بر جمعیت در بعضی از کشورها غیرقانونی است.

## ریشه‌ها

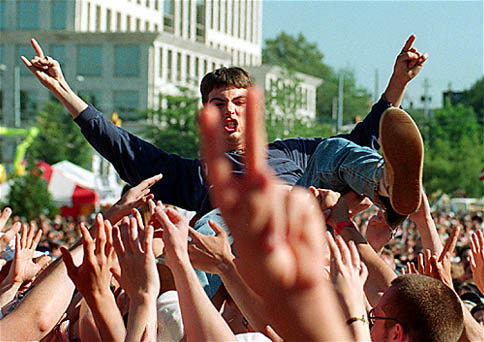
موج‌سواری بر جمعیت در جشنواره موسیقی Midtown، آتلانتا ، 1997

احتمالاً روی دست بردن اولین‌بار در جشنواره تابستانی ایگی پاپ در ۱۹۷۰ رخ داده است.
اولین انتشار ویدئویی رسمی برای نشان دادن گشت و گذار جمعیت گابریل POV بود، یک ویدیو کنسرت در سال ۱۹۹۰ منتشر شد و توسط مارتین اسکورسیزی تولید شد. هنگامی که بیلی جوئل در کنسرت خود در کنسرت سال ۱۹۸۷ اتحاد جماهیر شوروی در کنسرت حضور یافت، کوین دوکز ، عضو گروه، آن را به عنوان "جی پی پی گابریل" توصیف کرد.
اولین انتشار ویدیویی رسمی برای به تصویر کشیدن موج‌سواری جمعیت توسط مارتین اسکورسیزی در سال ۱۹۹۰ اتفاق افتاد. هنگامی که بیلی جول در کنسرت سال ۱۹۸۷ خود در اتحاد جماهیر شوروی روی دست جا به جا شد.

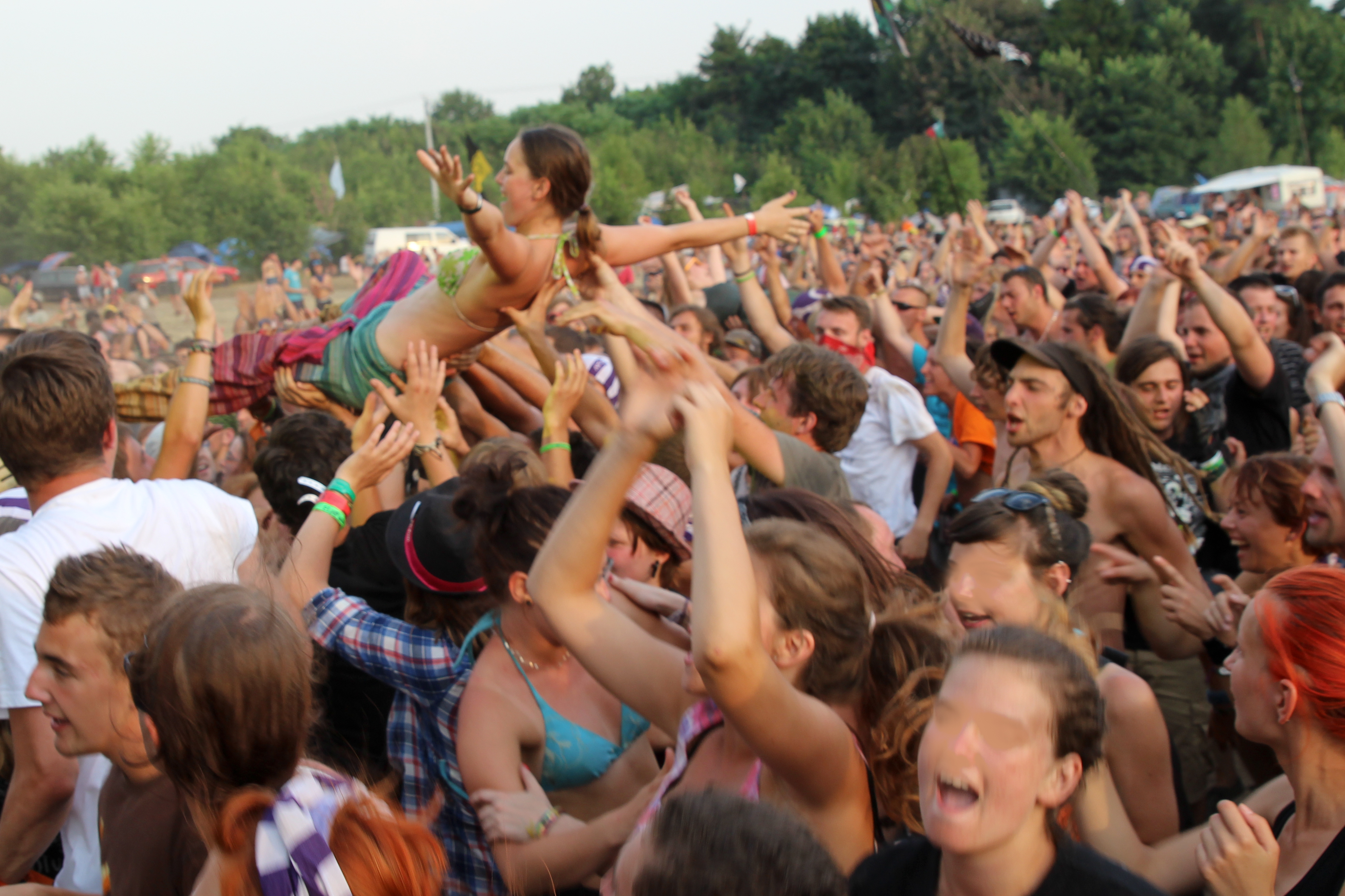
موج‌سواری بر جمعیت در فستیوال وودستاک لهستان-۲۰۱۳

## همچنین نگاه کنید
- ماشینگ
- هد زدن